# Самобор (замок)
Замок Самобор — зруйнований замок на вершині пагорбу Тепеч у місті Самобор, Хорватія, лише у 10 хвилинах пішки від центру міста. Досі можна розрізнити залишки старого року, масивні ворота та більшість стін.

## Історія
Замок був збудований на вершині пагорбу над важливим тоді перехрестям доріг у північно-західному куті долини річки Сава, над середньовічним ринковим містом Самобор. Він був зведений між 1260 і 1264 рр. прихильниками чеського короля Оттокара II, який тоді воював з угорським королем Стефаном V. Хорватсько-угорські сили під керівництвом князя Окича швидко захопили замок, за що князю було подаровано місто Самобор та привілей збирати місцеві податки.

План замку Самобор

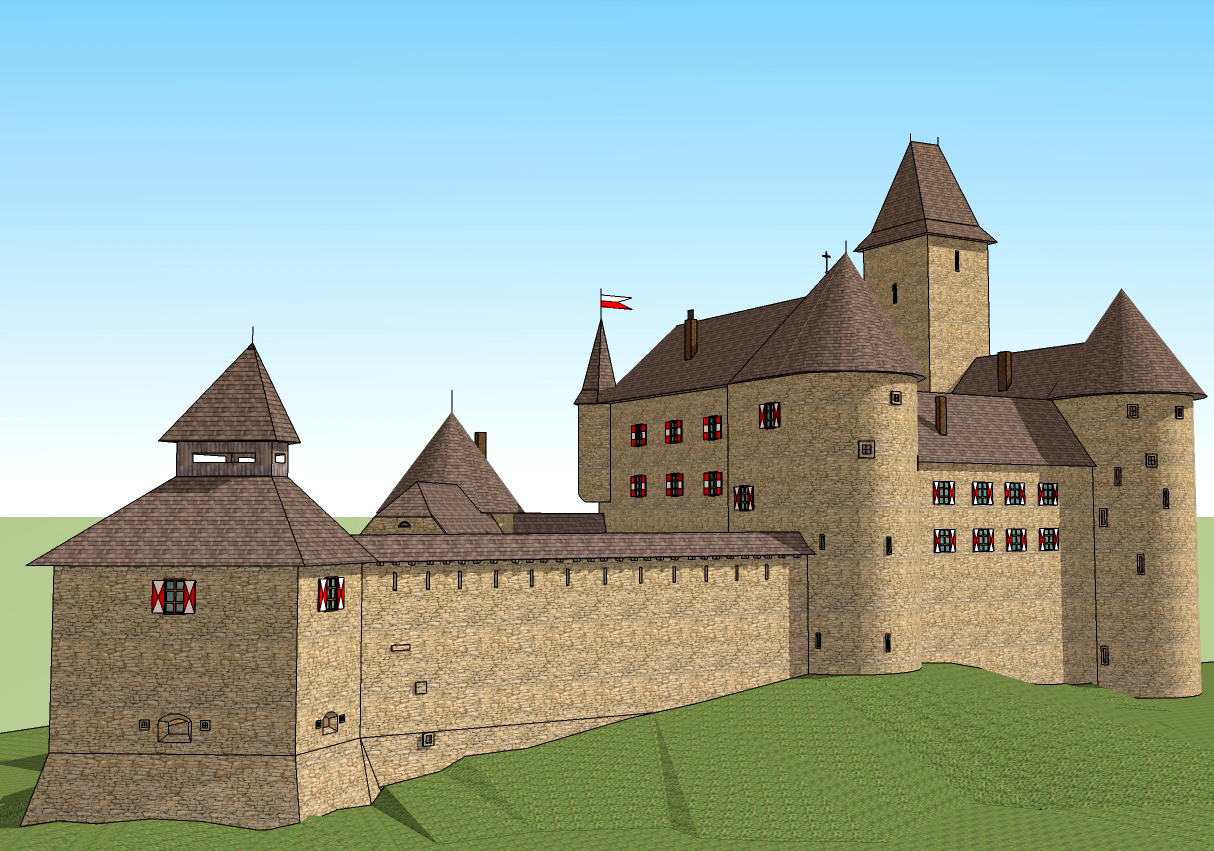
3d-реконструкція вигляду замку Самобор

Початково укріплення було кам'яною фортецею, збудованою на скельному виступі з нерегулярним та ввігнутим поземним планом. Вона складалась з трьох частин, центральне ядро з яких є найстарішою частиною. У південно-східній частині ядра розташовувалась висока сторожова вежа, руїни якої є єдиною збереженою оригінальною частиною замку Оттокара. Поруч з вежею розташована напівкругла вежа з маленькою готичною каплицею Святої Ани, що, яка вважається, була збудована у третій декаді XVI століття.
У цю декаду 16-го ст. розпочалася перебудова замку, які здійснювалась розширенням його ядра на північ. Украплення набуло вигляду витягнутого трапезоїда двору, оточеного сильними захисними мурами з п'ятикутною вежею на кінці. Замок продовжували оновлювати та реконстроювати у 17-му та 18-му ст. Останньою за часом будівлею всередині фортеці був триповерховий будинок на її південній стороні, який формує двір разом з верхніми частинами замку. Фасади цього будинку розділені портиками з колонами тосканського ордеру і він багато вбраний всередині. Цей будинок перетворив замок з його початкового фортифікаційного призначення у заміський замок у стилі бароко. Останні мешканці полишили замок наприкінці 18-го ст., що спричинило поступовий занепад замку до поточного стану руїни.

### Правителі та власники
Першими відомими власниками замку був впливовий славонський рід Бабоничіів,. Після них замок потрапив у власність угорсько-хорватських королів. У 15-му ст. замок став власністю графів Цел'є, а на початку 16-го ст. перейшов у власність феодального роду Франкопан. Потому власниками замку були багато графських родин: Тржак, Тахи, Ауерсперг, Кіпач. Останніми власниками замку, які ще жили у ньому, були графи Ердьоди-Кулмер. Муніципальна рада міста Самобор 1902 року вирішила придбати замок у попереднього власника — родини Монтукуччолі, і з того часу замок з оточуючою ділянкою слугував місцевим місцем для пікників.

## Відновлення
На поточний час замок Самобор є лише вражаючою руїною над струмком Вугрінщак (Vugrinščak) у центрі міста Самобор, хоча існує і проект реставрації замку. Зараз відновлено лише стіни каплиці, для яких було використано каміння зі зруйнованих частин замку, цемент та вапняк.